# Manfred Weiß (Bildungsforscher)
Manfred Weiß (* 18. Oktober 1942; † 5. März 2019) war ein deutscher Bildungsökonom und Forschungsleiter am Institut für Internationale Pädagogische Forschung (DIPF) in Frankfurt am Main.

## Leben und Werk
Nach einem Studium der Betriebswirtschaft wurde er 1970 Mitarbeiter beim DIPF unter Hasso von Reccum. 1981 promovierte er an der Technischen Universität Berlin mit einer Dissertation zum Thema Effizienzforschung im Bildungsbereich. Auch in weiteren Arbeiten ging er der Frage nach, wie das Verhältnis von Aufwand und Ertrag methodisch angemessen untersucht und bewertet werden kann. Seine Ausrichtung der ökonomischen Bildungsforschung zielte darauf, die Problemstellungen im Bildungs- und insbesondere Schulwesen aus ökonomischer Perspektive zu untersuchen und nicht umgekehrt Fragestellungen und Konzepte der Ökonomie auf das Bildungswesen anzuwenden.
Die internationale Ausrichtung des DIPF führte zur Befassung mit Innovationen im Ausland. In zahlreichen Artikeln hat er einerseits auf Reformansätze im amerikanischen Schulwesen (z. B. Magnetschulen) hingewiesen und andererseits auch kritisch hinterfragt. Vor allem die ökonomischen Begründungen für einen Ausbau des Privatschulangebots in der amerikanischen Forschung haben seine Kritik herausgefordert. Mit seinen Arbeiten über die internationale Forschung zur Klassengröße hat er wichtige Impulse für die deutsche Debatte dieser Frage seit Mitte der 1980er Jahre gegeben, als durch stark sinkende Schülerzahlen die Klassenstärken gesenkt wurden, ohne nach den ökonomischen Implikationen und einer sinnvolleren Ressourcenverwendung (gezielter Mitteleinsatz in Klassen mit vielen Ausländerkindern etc.) zu fragen.
Nach dem Ende der gesamtstaatlichen Bildungsplanung im Jahr 1981 rückten Fragen der Bildungsfinanzierung zunehmend in sein Interesse. Mit dem Aufkommen der Ansätze „Neuer Steuerung“ wurden für ihn ergänzend Fragen der Schul- und Unterrichtsqualität zu einem weiteren Bezugspunkt seiner ökonomischen Analysen. Besonders die deutschen Privatschulen fanden seine Aufmerksamkeit.
Weiß hatte zahlreiche internationale Kontakte. 1987 nahm er eine Vertretungsprofessur für Bildungsökonomie an der University at Buffalo an der Faculty of Educational Studies an. 1998 wurde er an der Erziehungswissenschaftlichen Fakultät der Pädagogischen Hochschule Erfurt zum Honorarprofessor für Bildungsökonomie und Bildungsforschung ernannt. Auch an anderen Hochschulen war er gefragt und übernahm Lehraufträge an den Universitäten Bern, Bochum, Frankfurt am Main, Mannheim (1999–2008 regelmäßig) und Zürich. Weiß war Mitglied in mehreren wissenschaftlichen Beiräten im ersten nationalen PISA-Konsortium. Im Anschluss an die erste PISA-Untersuchung beteiligte er sich an einer umfangreichen internationalen  Vergleichsuntersuchung des DIPF zu ausgesuchten erfolgreichen PISA-Teilnehmerstaaten. Er war Mitglied der Autorengruppe, die 2003 einen ersten Bildungsbericht für Deutschland im Auftrag der KMK erstellte, und Mitglied des Konsortiums Bildungsberichterstattung, das 2006 den ersten von BMBF und KMK gemeinsam in Auftrag gegebenen Bildungsbericht in Deutschland erarbeitete.
Mehrere Zeitschriften beriefen ihn in ihren wissenschaftlichen Beirat, allen voran DDS - Die Deutsche Schule seit 2008. Weitere Zeitschriften sind die Schweizerische Zeitschrift für Bildungswissenschaften und Leadership and Policy in Schools. Er war lange Jahre Mitglied des Ausschusses für Bildungsökonomie im Verein für Socialpolitik und von 2003 bis 2005 dessen Vorsitzender. Bereits von 1997 bis 2000 war er Vorsitzender des Netzwerkes „Economics of Education“ in der European Educational Research Association. Seit 2010 war er Mitglied im Hochschulrat der Justus-Liebig-Universität Gießen.

## Veröffentlichungen
- Manfred Weiß et a. (Hrsg.): Die Institution Schule und die Lebenswelt der Schüler: vertiefende Analysen der PISA-2000-Daten zum Kontext von Schülerleistungen. VS Verl. für Sozialwissenschaften, Wiesbaden 2004, ISBN 978-3-531-14305-7.
- mit Gundel Schümer (2008): Bildungsökonomie und Qualität der Schulbildung. Kommentar zur bildungsökonomischen Auswertung von Daten aus internationalen Schulleistungsstudien, GEW, ISBN 978-3-939470-26-7.
- Privatschulen aus bildungsökonomischer Perspektive. In: Private Schulen. Springer Fachmedien Wiesbaden, Wiesbaden 2015, ISBN 978-3-658-07734-1, S. 139–154, doi:10.1007/978-3-658-07735-8_10 (springer.com).
- Dieter Timmermann, Manfred Weiß: Bildungsökonomie. In: Empirische Bildungsforschung. VS Verlag für Sozialwissenschaften, Wiesbaden 2011, ISBN 978-3-531-16844-9, S. 165–178, doi:10.1007/978-3-531-93015-2_14 (springer.com).
- Bildungsökonomie. 2012, ISSN 0012-0731, doi:10.25656/01:25735 (pedocs.de [abgerufen am 31. Oktober 2023]).